# Малафрена
«Малафрена» (англ. Malafrena) — роман американської письменниці Урсули Ле Гуїн, вперше опублікований 1979 року. Єдиним фентезійним елементом цього роману є те, що він розгортається в вигаданій країні Центральної Європи Орсинія, де також відбуваються події в її збірці «Оповіді Орсинії». 
Багато в чому «Малафрена» читається як роман XIX століття з багатьма детальними героями, політичними та романтичними підсюжетами, відсутністю надприродного та місцями, які змінюються від особняків аристократії до нетрів і в’язниці. «Малафрена» написана для дорослої аудиторії, а не для дітей та молоді, цільової аудиторії більшості творів Урсули Ле Гуїн в 1979-1994 роках.

## Сюжет
Події роману розгортаються в період з 1825 по 1830 рік, коли Орсинія перебувала під владою Австрійської імперії. Головний герой — Італе Сорде, син власника маєтку на озері Малафрена в однойменній долині. Італе покидає маєток проти волі батька, щоб зайнятися націоналістичною та революційною політикою в столиці.

## Головні герої
- Італе Сорде: головний герой роману.
- Лаура Солде: сестра Італе.
- Гвіде Сорде: батько Італе.
- Емануель сорде: дядько Італе.
- Елеонора: мати Італе.
- Томас Брелавай: шкільний друг і співробітник у Красной.
- Гіван Френін: шкільний друг і співробітник у Красной.
- Граф Орлант Валторскар: сусід та друг родини.
- П'єра Валторскар: сусід та друг родини.
- Луїза Палудескар: молода знатна жінка у Красной.
- Енріке Палудескар: брат Луїзи.
- Амадей Естенскар: письменник з провінції Поляна.

## Літературні впливи та критика
Майк Кедден зазначає, що «Малафрену» не приділяли стільки уваги критики, як багато інших робіт Ле Гуїн, насамперед через те, що герої роману погано пов’язані один з одним. Для розповіді використовується непомітний, всезнаючий автор, а сама Ле Гуїн визнає, що одним із найсильніших впливів на її твори про Орсинію здійснила російська література.
Грег Костикян розглянув «Малафрену» на сторінках журналу «Ares» (№6) і зазначив, що «„Малафрена“, здається, повідомляє, що провидців часто або зазвичай знищують, і хоча це трагічно, так має бути завжди, оскільки без них людство не може прогресувати».